# Polska Liga Siatkówki 2017-2018
La Polska Liga Siatkówki 2017-2018 si è svolta dal 29 settembre 2017 al 5 maggio 2018: al torneo hanno partecipato sedici squadre di club polacche e la vittoria finale è andata per la nona volta allo Skra Bełchatów.

## Regolamento

### Formula
Le squadre hanno disputato un girone all'italiana, con gare di andata e ritorno, per un totale di trenta giornate; al termine della regular season:
- Le prime sei classificate hanno acceduto ai play-off scudetto, strutturati in turni di quarti di finale (a cui non hanno partecipato le prime due classificate, qualificate direttamente in semifinale) con accoppiamenti incrociati rispetto alla posizione raggiunta al termine della stagione regolare (3ª-6ª e 4ª-5ª), semifinali, finale scudetto e finale 3º posto, tutti giocati al meglio di due vittorie su tre gare.
- Le formazioni sconfitte nei quarti di finale hanno acceduto alla finale 5º posto, disputata al meglio di due vittorie su tre gare.
- La settima e l'ottava classificata hanno acceduto alla finale 7º posto, con gare di andata e ritorno. In caso una vittoria a testa, coi punteggi di 3-0 e 3-1 sono stati assegnati 3 punti alla squadra vincente e 0 a quella perdente, col punteggio di 3-2 sono stati assegnati 2 punti alla squadra vincente e 1 a quella perdente; in caso di parità di punti dopo le due partite è stato disputato un golden set.
- La nona e la decima classificata hanno acceduto alla finale 9º posto, strutturata con gare di andata e ritorno e criteri di vittoria analoghi a quelli dei play-off scudetto.
- L'undicesima e la dodicesima classificata hanno acceduto alla finale 11º posto, strutturata con gare di andata e ritorno.
- La tredicesima e la quattordicesima classificata hanno acceduto alla finale 13º posto, disputata al meglio di due vittorie su tre gare.
- La squadra risultata perdente ha affrontato uno spareggio promozione-retrocessione con la vincente della I liga, strutturato in una finale giocata al meglio di tre vittorie su cinque gare: la vincente dello spareggio ha ottenuto il diritto a partecipare alla Polska Liga Siatkówki 2018-19, mentre la perdente disputerà la I liga 2018-19.
- La quindicesima e la sedicesima classificata sono retrocesse in I liga 2018-19.

### Criteri di classifica
Se il risultato finale è stato di 3-0 o 3-1 sono stati assegnati 3 punti alla squadra vincente e 0 a quella sconfitta, se il risultato finale è stato di 3-2 sono stati assegnati 2 punti alla squadra vincente e 1 a quella sconfitta.
L'ordine del posizionamento in classifica è stato definito in base a:
- Punti;
- Numero di partite vinte;
- Ratio dei set vinti/persi;
- Ratio dei punti realizzati/subiti.
- Risultato degli scontri diretti.

## Squadre partecipanti
Alla Polska Liga Siatkówki 2017-18 hanno partecipato sedici squadre, fra cui la neopromossa Warta Zawiercie, vincitrice dello spareggio promozione-retrocessione della stagione 2016-17. L'Espadon Szczecin ha iniziato la stagione con la denominazione della stagione precedente, che ha mantenuto fino al 5 aprile 2018, quanto è divenuto Stocznia Szczecin.
| Club                               | Città            | Palazzetto                                 | Stagione precedente                  |
| ---------------------------------- | ---------------- | ------------------------------------------ | ------------------------------------ |
| Asseco Resovia                     | Rzeszów          | Hala Podpromie Rzeszów                     | 4ª in Polska Liga Siatkówki 2016-17  |
| AZS Olsztyn                        | Olsztyn          | Hala widowiskowo-sportowa Urania Olsztyn   | 5ª in Polska Liga Siatkówki 2016-17  |
| Będzin                             | Będzin           | Hala MOSiR Będzin                          | 11ª in Polska Liga Siatkówki 2016-17 |
| Bielsko-Bialskie                   | Bielsko-Biała    | Hala Widowiskowo-Sportowa Bielsko-Biała    | 14ª in Polska Liga Siatkówki 2016-17 |
| Cuprum Lubin                       | Lubin            | Hala RCS Lubin                             | 6ª in Polska Liga Siatkówki 2016-17  |
| Czarni Radom                       | Radom            | Hala MOSiR Radom                           | 7ª in Polska Liga Siatkówki 2016-17  |
| Dafi Społem Kielce                 | Kielce           | Hala Legionów Kielce                       | 13ª in Polska Liga Siatkówki 2016-17 |
| Espadon Szczecin Stocznia Szczecin | Stettino         | Arena Szczecin Stettino                    | 12ª in Polska Liga Siatkówki 2016-17 |
| Jastrzębski Węgiel                 | Jastrzębie-Zdrój | Hala Widowiskowo-Sportowa Jastrzębie-Zdrój | 3ª in Polska Liga Siatkówki 2016-17  |
| Katowice                           | Katowice         | Hala Szopienice Katowice                   | 10ª in Polska Liga Siatkówki 2016-17 |
| Łuczniczka Bydgoszcz               | Bydgoszcz        | Hala Łuczniczka Bydgoszcz                  | 15ª in Polska Liga Siatkówki 2016-17 |
| ONICO Warszawa                     | Varsavia         | Arena Ursynów Varsavia                     | 9ª in Polska Liga Siatkówki 2016-17  |
| Skra Bełchatów                     | Bełchatów        | Hala Energia Bełchatów                     | 2ª in Polska Liga Siatkówki 2016-17  |
| Trefl Gdańsk                       | Danzica          | Ergo Arena Danzica                         | 8ª in Polska Liga Siatkówki 2016-17  |
| Warta Zawiercie                    | Zawiercie        | Hala OSiR II, Zawiercie                    | 1ª in I liga 2016-17                 |
| ZAKSA                              | Kędzierzyn-Koźle | Hala Azoty Kędzierzyn-Koźle                | Campione di Polonia                  |

## Torneo

### Regular season

#### Risultati
| Prima giornata |                                     |     |                            |
|                |                                     |     |                            |
| 22-11          | Skra Bełchatów-Trefl Gdansk         | 3-0 | 25-23, 25-18, 25-20        |
| 01-10          | Warta Zawiercie-ZAKSA               | 1-3 | 23-25, 25-18, 24-26, 15-25 |
| 25-10          | Jastrzębski Węgiel-Bielsko-Bialskie | 3-0 | 25-16, 25-21, 25-18        |
| 30-09          | AZS Olsztyn-Espadon Szczecin        | 3-1 | 25-22, 25-18, 20-25, 25-20 |
| 29-09          | Cuprum Lubin-Będzin                 | 3-0 | 25-19, 27-25, 25-12        |
| 30-09          | Czarni Radom-Katowice               | 1-3 | 15-25, 16-25, 25-19, 23-25 |
| 30-09          | Asseco Resovia-Dafi Społem Kielce   | 3-0 | 25-20, 25-16, 25-22        |
| 01-10          | Łuczniczka Bydgoszcz-ONICO Varsavia | 0-3 | 22-25, 18-25, 18-25        |

| Seconda giornata |                                 |     |                                   |
|                  |                                 |     |                                   |
| 04-10            | Trefl Gdansk-ONICO Varsavia     | 3-2 | 25-20, 17-25, 25-18, 23-25, 15-9  |
| 04-10            | Katowice-Łuczniczka Bydgoszcz   | 1-3 | 22-25, 23-25, 25-23, 27-29        |
| 04-10            | Będzin-Czarni Radom             | 1-3 | 20-25, 21-25, 26-24, 18-25        |
| 04-10            | Espadon Szczecin-Cuprum Lubin   | 2-3 | 22-25, 25-17, 23-25, 31-29, 13-15 |
| 04-10            | Dafi Społem Kielce-AZS Olsztyn  | 0-3 | 10-25, 19-25, 18-25               |
| 04-10            | Bielsko-Bialskie-Asseco Resovia | 1-3 | 23-25, 25-16, 25-27, 18-25        |
| 11-10            | ZAKSA-Jastrzębski Węgiel        | 3-0 | 25-17, 25-18, 33-31               |
| 15-11            | Skra Bełchatów-Warta Zawiercie  | 3-0 | 25-23, 29-27, 25-21               |

| Terza giornata |                                   |     |                            |
|                |                                   |     |                            |
| 08-10          | Warta Zawiercie-Trefl Gdansk      | 0-3 | 12-25, 19-25, 24-26        |
| 08-10          | Jastrzębski Węgiel-Skra Bełchatów | 3-1 | 25-21, 23-25, 27-25, 25-20 |
| 07-10          | Asseco Resovia-ZAKSA              | 1-3 | 35-33, 18-25, 23-25, 24-26 |
| 07-10          | AZS Olsztyn-Bielsko-Bialskie      | 3-1 | 23-25, 25-13, 25-11, 25-23 |
| 07-10          | Cuprum Lubin-Dafi Społem Kielce   | 3-0 | 25-23, 25-12, 25-21        |
| 08-10          | Czarni Radom-Espadon Szczecin     | 1-3 | 26-28, 16-25, 25-21, 26-28 |
| 07-10          | Łuczniczka Bydgoszcz-Będzin       | 0-3 | 21-25, 22-25, 19-25        |
| 09-10          | ONICO Varsavia-Katowice           | 3-1 | 10-25, 25-20, 25-17, 25-21 |

| Quarta giornata |                                       |     |                                   |
|                 |                                       |     |                                   |
| 14-10           | Trefl Gdansk-Katowice                 | 0-3 | 20-25, 23-25, 22-25               |
| 12-10           | Będzin-ONICO Varsavia                 | 3-2 | 21-25, 29-27, 23-25, 25-17, 15-11 |
| 12-10           | Espadon Szczecin-Łuczniczka Bydgoszcz | 3-2 | 14-25, 25-19, 20-25, 25-20, 15-11 |
| 13-10           | Dafi Społem Kielce-Czarni Radom       | 3-2 | 25-21, 18-25, 25-23, 27-29, 15-11 |
| 11-10           | Bielsko-Bialskie-Cuprum Lubin         | 1-3 | 17-25, 22-25, 25-23, 20-25        |
| 14-11           | ZAKSA-AZS Olsztyn                     | 3-2 | 21-25, 25-19, 20-25, 25-17, 15-9  |
| 14-10           | Skra Bełchatów-Asseco Resovia         | 3-0 | 25-17, 25-17, 25-23               |
| 15-10           | Warta Zawiercie-Jastrzębski Węgiel    | 0-3 | 14-25, 21-25, 23-25               |

| Quinta giornata |                                         |     |                                   |
|                 |                                         |     |                                   |
| 18-10           | Jastrzębski Węgiel-Trefl Gdansk         | 2-3 | 20-25, 25-23, 22-25, 29-27, 10-15 |
| 22-11           | Asseco Resovia-Warta Zawiercie          | 2-3 | 21-25, 25-16, 25-23, 20-25, 11-15 |
| 18-10           | AZS Olsztyn-Skra Bełchatów              | 3-2 | 18-25, 25-21, 25-23, 28-30, 15-12 |
| 18-10           | Cuprum Lubin-ZAKSA                      | 1-3 | 24-26, 25-18, 24-26, 20-25        |
| 18-10           | Katowice-Będzin                         | 3-0 | 25-21, 25-23, 26-24               |
| 18-10           | Czarni Radom-Bielsko-Bialskie           | 3-0 | 25-16, 25-23, 25-17               |
| 18-10           | Łuczniczka Bydgoszcz-Dafi Społem Kielce | 3-0 | 26-24, 25-21, 25-19               |
| 17-10           | ONICO Varsavia-Espadon Szczecin         | 0-3 | 24-26, 17-25, 23-25               |

| Sesta giornata |                                       |     |                                   |
|                |                                       |     |                                   |
| 23-10          | Trefl Gdansk-Będzin                   | 3-0 | 25-23, 25-18, 25-21               |
| 22-10          | Espadon Szczecin-Katowice             | 2-3 | 20-25, 21-25, 25-23, 25-17, 12-15 |
| 21-10          | Dafi Społem Kielce-ONICO Varsavia     | 0-3 | 21-25, 21-25, 23-25               |
| 21-11          | Bielsko-Bialskie-Łuczniczka Bydgoszcz | 3-0 | 25-18, 25-21, 25-15               |
| 21-10          | ZAKSA-Czarni Radom                    | 3-0 | 25-17, 25-20, 30-28               |
| 20-10          | Skra Bełchatów-Cuprum Lubin           | 3-0 | 25-22, 25-22, 26-24               |
| 21-10          | Warta Zawiercie-AZS Olsztyn           | 3-2 | 21-25, 23-25, 25-18, 26-24, 16-14 |
| 21-10          | Jastrzębski Węgiel-Asseco Resovia     | 2-3 | 23-25, 18-25, 25-21, 25-19, 8-15  |

| Settima giornata |                                 |     |                                   |
|                  |                                 |     |                                   |
| 28-10            | Asseco Resovia-Trefl Gdansk     | 0-3 | 20-25, 21-25, 21-25               |
| 29-10            | AZS Olsztyn-Jastrzębski Węgiel  | 3-0 | 25-18, 25-23, 31-29               |
| 28-10            | Cuprum Lubin-Warta Zawiercie    | 3-2 | 25-18, 21-25, 20-25, 25-18, 15-12 |
| 27-10            | Czarni Radom-Skra Bełchatów     | 2-3 | 25-21, 25-18, 20-25, 21-25, 12-15 |
| 28-10            | Łuczniczka Bydgoszcz-ZAKSA      | 0-3 | 21-25, 18-25, 18-25               |
| 28-10            | ONICO Varsavia-Bielsko-Bialskie | 3-0 | 25-17, 25-17, 25-23               |
| 28-10            | Katowice-Dafi Społem Kielce     | 3-0 | 25-21, 25-12, 25-15               |
| 28-10            | Będzin-Espadon Szczecin         | 3-2 | 15-25, 28-26, 22-25, 25-23, 15-12 |

| Ottava giornata |                                     |     |                                   |
|                 |                                     |     |                                   |
| 03-11           | Trefl Gdansk-Espadon Szczecin       | 1-3 | 21-25, 25-22, 18-25, 25-27        |
| 04-11           | Dafi Społem Kielce-Będzin           | 3-1 | 25-18, 25-23, 19-25, 25-22        |
| 04-11           | Bielsko-Bialskie-Katowice           | 1-3 | 24-26, 28-30, 25-22, 23-25        |
| 04-11           | ZAKSA-ONICO Varsavia                | 3-1 | 25-17, 25-22, 25-27, 26-24        |
| 04-11           | Skra Bełchatów-Łuczniczka Bydgoszcz | 3-0 | 25-22, 25-16, 25-22               |
| 06-11           | Warta Zawiercie-Czarni Radom        | 2-3 | 21-25, 21-25, 25-19, 25-19, 14-16 |
| 03-11           | Jastrzębski Węgiel-Cuprum Lubin     | 3-0 | 25-17, 25-17, 25-18               |
| 04-11           | Asseco Resovia-AZS Olsztyn          | 3-0 | 25-23, 25-20, 26-24               |

| Nona giornata |                                      |     |                                   |
|               |                                      |     |                                   |
| 10-11         | AZS Olsztyn-Trefl Gdansk             | 2-3 | 20-25, 25-23, 25-16, 19-25, 13-15 |
| 10-11         | Cuprum Lubin-Asseco Resovia          | 2-3 | 25-12, 25-20, 23-25, 15-25, 10-15 |
| 29-11         | Czarni Radom-Jastrzębski Węgiel      | 0-3 | 21-25, 22-25, 14-25               |
| 12-11         | Łuczniczka Bydgoszcz-Warta Zawiercie | 3-0 | 25-23, 25-19, 25-18               |
| 09-11         | Skra Bełchatów-ONICO Varsavia        | 3-0 | 26-24, 25-22, 28-26               |
| 21-11         | Katowice-ZAKSA                       | 0-3 | 14-25, 16-25, 13-25               |
| 11-11         | Będzin-Bielsko-Bialskie              | 3-1 | 37-35, 25-19, 21-25, 25-17        |
| 13-11         | Espadon Szczecin-Dafi Społem Kielce  | 3-0 | 25-21, 25-16, 25-18               |

| Decima giornata |                                         |     |                                   |
|                 |                                         |     |                                   |
| 19-11           | Dafi Społem Kielce-Trefl Gdansk         | 0-3 | 23-25, 33-35, 11-25               |
| 18-11           | ZAKSA-Będzin                            | 3-1 | 25-13, 22-25, 25-13, 25-21        |
| 17-11           | Bielsko-Bialskie-Espadon Szczecin       | 3-2 | 18-25, 25-20, 20-25, 25-21, 15-12 |
| 18-11           | Skra Bełchatów-Katowice                 | 3-0 | 25-22, 25-22, 25-22               |
| 18-11           | Warta Zawiercie-ONICO Varsavia          | 2-3 | 25-23, 18-25, 23-25, 25-16, 12-15 |
| 18-11           | Jastrzębski Węgiel-Łuczniczka Bydgoszcz | 3-0 | 25-19, 25-23, 25-19               |
| 18-11           | Asseco Resovia-Czarni Radom             | 3-1 | 25-21, 25-16, 19-25, 25-23        |
| 19-11           | AZS Olsztyn-Cuprum Lubin                | 3-0 | 27-25, 25-22, 25-15               |

| Undicesima giornata |                                     |     |                                   |
|                     |                                     |     |                                   |
| 26-11               | Cuprum Lubin-Trefl Gdansk           | 2-3 | 40-38, 25-19, 18-25, 18-25, 14-16 |
| 25-11               | Czarni Radom-AZS Olsztyn            | 3-0 | 25-17, 25-20, 27-25               |
| 25-11               | Łuczniczka Bydgoszcz-Asseco Resovia | 1-3 | 23-25, 21-25, 25-22, 17-25        |
| 26-11               | ONICO Varsavia-Jastrzębski Węgiel   | 3-0 | 25-16, 27-25, 28-26               |
| 25-11               | Katowice-Warta Zawiercie            | 0-3 | 10-25, 23-25, 21-25               |
| 25-11               | Będzin-Skra Bełchatów               | 0-3 | 17-25, 14-25, 21-25               |
| 24-11               | Espadon Szczecin-ZAKSA              | 2-3 | 21-25, 27-25, 25-21, 14-25, 9-15  |
| 24-11               | Dafi Społem Kielce-Bielsko-Bialskie | 2-3 | 17-25, 25-23, 25-22, 27-29, 10-15 |

| Dodicesima giornata |                                  |     |                                   |
|                     |                                  |     |                                   |
| 02-12               | Trefl Gdansk-Bielsko-Bialskie    | 3-0 | 25-16, 25-17, 27-25               |
| 02-12               | ZAKSA-Dafi Społem Kielce         | 3-0 | 25-14, 25-14, 25-18               |
| 02-12               | Skra Bełchatów-Espadon Szczecin  | 3-1 | 25-16, 25-22, 23-25, 25-21        |
| 02-12               | Warta Zawiercie-Będzin           | 3-1 | 22-25, 25-23, 25-19, 25-17        |
| 02-12               | Jastrzębski Węgiel-Katowice      | 3-1 | 19-25, 25-20, 25-19, 25-22        |
| 01-12               | Asseco Resovia-ONICO Varsavia    | 0-3 | 23-25, 23-25, 17-25               |
| 04-12               | AZS Olsztyn-Łuczniczka Bydgoszcz | 3-2 | 25-15, 23-25, 24-26, 25-19, 15-12 |
| 03-12               | Cuprum Lubin-Czarni Radom        | 2-3 | 19-25, 25-21, 26-24, 16-25, 10-15 |

| Tredicesima giornata |                                   |     |                                   |
|                      |                                   |     |                                   |
| 10-12                | Czarni Radom-Trefl Gdansk         | 1-3 | 18-25, 22-25, 25-16, 23-25        |
| 08-12                | Łuczniczka Bydgoszcz-Cuprum Lubin | 0-3 | 15-25, 17-25, 23-25               |
| 12-12                | ONICO Varsavia-AZS Olsztyn        | 3-1 | 25-22, 25-22, 20-25, 25-22        |
| 13-12                | Katowice-Asseco Resovia           | 0-3 | 20-25, 25-27, 16-25               |
| 10-12                | Będzin-Jastrzębski Węgiel         | 3-2 | 22-25, 20-25, 25-19, 25-23, 15-13 |
| 10-12                | Espadon Szczecin-Warta Zawiercie  | 3-2 | 21-25, 25-23, 23-25, 25-18, 15-12 |
| 09-12                | Skra Bełchatów-Dafi Społem Kielce | 3-0 | 25-15, 27-25, 25-19               |
| 08-11                | ZAKSA-Bielsko-Bialskie            | 3-0 | 25-10, 25-15, 25-18               |

| Quattordicesima giornata |                                     |     |                                   |
|                          |                                     |     |                                   |
| 23-12                    | Trefl Gdansk-ZAKSA                  | 0-3 | 20-25, 20-25, 23-25               |
| 22-12                    | Skra Bełchatów-Bielsko-Bialskie     | 3-0 | 25-20, 26-24, 25-21               |
| 23-12                    | Warta Zawiercie-Dafi Społem Kielce  | 3-1 | 15-25, 28-26, 25-19, 25-18        |
| 23-12                    | Jastrzębski Węgiel-Espadon Szczecin | 2-3 | 18-25, 25-20, 25-22, 21-25, 11-15 |
| 23-12                    | Asseco Resovia-Będzin               | 3-0 | 25-16, 25-21, 25-20               |
| 22-12                    | AZS Olsztyn-Katowice                | 3-2 | 25-20, 19-25, 25-20, 23-25, 17-15 |
| 20-12                    | Cuprum Lubin-ONICO Varsavia         | 0-3 | 19-25, 23-25, 28-30               |
| 22-12                    | Czarni Radom-Łuczniczka Bydgoszcz   | 3-1 | 23-25, 25-15, 25-16, 25-14        |

| Quindicesima giornata |                                       |     |                                   |
|                       |                                       |     |                                   |
| 13-12                 | Łuczniczka Bydgoszcz-Trefl Gdansk     | 0-3 | 11-25, 20-25, 19-25               |
| 30-12                 | ONICO Varsavia-Czarni Radom           | 3-1 | 25-15, 31-29, 26-28, 25-22        |
| 17-12                 | Katowice-Cuprum Lubin                 | 1-3 | 25-18, 17-25, 21-25, 21-25        |
| 30-12                 | Będzin-AZS Olsztyn                    | 3-1 | 25-20, 21-25, 25-22, 26-24        |
| 29-12                 | Espadon Szczecin-Asseco Resovia       | 0-3 | 28-30, 20-25, 20-25               |
| 30-12                 | Dafi Społem Kielce-Jastrzębski Węgiel | 0-3 | 17-25, 22-25, 19-25               |
| 18-12                 | Bielsko-Bialskie-Warta Zawiercie      | 2-3 | 26-24, 27-29, 22-25, 25-21, 12-15 |
| 30-12                 | ZAKSA-Skra Bełchatów                  | 3-1 | 25-20, 25-21, 20-25, 25-20        |

| Sedicesima giornata |                                     |     |                                   |
|                     |                                     |     |                                   |
| 05-01               | Trefl Gdansk-Skra Bełchatów         | 1-3 | 28-26, 25-27, 21-25, 24-26        |
| 06-01               | ZAKSA-Warta Zawiercie               | 3-1 | 22-25, 25-17, 25-23, 26-24        |
| 06-01               | Bielsko-Bialskie-Jastrzębski Węgiel | 2-3 | 25-19, 19-25, 25-21, 23-25, 8-15  |
| 06-01               | Dafi Społem Kielce-Asseco Resovia   | 3-1 | 30-28, 29-27, 20-25, 25-21        |
| 07-01               | Espadon Szczecin-AZS Olsztyn        | 0-3 | 14-25, 23-25, 18-25               |
| 06-01               | Będzin-Cuprum Lubin                 | 1-3 | 25-20, 23-25, 11-25, 19-25        |
| 06-01               | Katowice-Czarni Radom               | 3-1 | 25-21, 25-21, 21-25, 25-19        |
| 06-01               | ONICO Varsavia-Łuczniczka Bydgoszcz | 3-2 | 25-17, 23-25, 25-15, 21-25, 15-12 |

| Diciassettesima giornata |                                 |     |                            |
|                          |                                 |     |                            |
| 13-01                    | ONICO Varsavia-Trefl Gdansk     | 3-0 | 25-16, 25-18, 25-18        |
| 13-01                    | Łuczniczka Bydgoszcz-Katowice   | 3-1 | 25-23, 20-25, 25-13, 25-22 |
| 12-01                    | Czarni Radom-Będzin             | 3-0 | 25-20, 25-22, 25-21        |
| 12-01                    | Cuprum Lubin-Espadon Szczecin   | 3-1 | 25-23, 25-18, 27-29, 25-17 |
| 14-01                    | AZS Olsztyn-Dafi Społem Kielce  | 3-0 | 25-22, 25-20, 25-23        |
| 13-01                    | Asseco Resovia-Bielsko-Bialskie | 3-0 | 25-22, 25-18, 25-21        |
| 13-01                    | Jastrzębski Węgiel-ZAKSA        | 1-3 | 27-25, 17-25, 20-25, 21-25 |
| 14-01                    | Warta Zawiercie-Skra Bełchatów  | 3-0 | 26-24, 25-21, 25-19        |

| Diciottesima giornata |                                   |     |                                   |
|                       |                                   |     |                                   |
| 22-01                 | Trefl Gdansk-Warta Zawiercie      | 3-1 | 20-25, 25-20, 25-22, 25-15        |
| 21-01                 | Skra Bełchatów-Jastrzębski Węgiel | 2-3 | 25-22, 16-25, 25-18, 21-25, 10-15 |
| 21-01                 | ZAKSA-Asseco Resovia              | 1-3 | 25-21, 22-25, 25-27, 22-25        |
| 20-01                 | Bielsko-Bialskie-AZS Olsztyn      | 1-3 | 15-25, 22-25, 25-17, 15-25        |
| 18-01                 | Dafi Społem Kielce-Cuprum Lubin   | 2-3 | 25-23, 20-25, 22-25, 25-19, 14-16 |
| 19-01                 | Espadon Szczecin-Czarni Radom     | 2-3 | 17-25, 15-25, 25-20, 27-25, 13-15 |
| 20-01                 | Będzin-Łuczniczka Bydgoszcz       | 3-1 | 25-23, 16-25, 25-19, 25-23        |
| 19-01                 | Katowice-ONICO Varsavia           | 1-3 | 25-17, 21-25, 21-25, 23-25        |

| Diciannovesima giornata |                                       |     |                                   |
|                         |                                       |     |                                   |
| 02-02                   | Katowice-Trefl Gdansk                 | 0-3 | 29-31, 19-25, 21-25               |
| 03-02                   | ONICO Varsavia-Będzin                 | 3-1 | 20-25, 25-17, 25-12, 25-22        |
| 02-02                   | Łuczniczka Bydgoszcz-Espadon Szczecin | 3-2 | 25-20, 25-21, 18-25, 40-42, 20-18 |
| 04-02                   | Czarni Radom-Dafi Społem Kielce       | 3-0 | 25-18, 25-20, 28-26               |
| 03-02                   | Cuprum Lubin-Bielsko-Bialskie         | 3-0 | 25-22, 25-15, 25-18               |
| 03-02                   | AZS Olsztyn-ZAKSA                     | 0-3 | 17-25, 22-25, 15-25               |
| 04-02                   | Asseco Resovia-Skra Bełchatów         | 2-3 | 23-25, 25-15, 26-24, 24-26, 10-15 |
| 03-02                   | Jastrzębski Węgiel-Warta Zawiercie    | 3-0 | 25-15, 30-28, 25-22               |

| Ventesima giornata |                                         |     |                                   |
|                    |                                         |     |                                   |
| 07-02              | Trefl Gdansk-Jastrzębski Węgiel         | 3-2 | 20-25, 18-25, 28-26, 25-19, 15-13 |
| 10-02              | Warta Zawiercie-Asseco Resovia          | 0-3 | 21-25, 19-25, 23-25               |
| 09-02              | Skra Bełchatów-AZS Olsztyn              | 3-2 | 18-25, 23-25, 25-22, 25-14, 18-16 |
| 10-02              | ZAKSA-Cuprum Lubin                      | 3-0 | 25-22, 25-23, 25-23               |
| 10-02              | Bielsko-Bialskie-Czarni Radom           | 1-3 | 22-25, 22-25, 26-24, 26-28        |
| 10-02              | Dafi Społem Kielce-Łuczniczka Bydgoszcz | 3-1 | 22-25, 25-23, 25-20, 25-22        |
| 07-02              | Espadon Szczecin-ONICO Varsavia         | 1-3 | 27-25, 22-25, 16-25, 23-25        |
| 11-02              | Będzin-Katowice                         | 2-3 | 23-25, 25-14, 21-25, 25-21, 12-15 |

| Ventunesima giornata |                                       |     |                                   |
|                      |                                       |     |                                   |
| 17-02                | Będzin-Trefl Gdansk                   | 0-3 | 19-25, 20-25, 23-25               |
| 17-02                | Katowice-Espadon Szczecin             | 3-1 | 22-25, 25-14, 25-23, 25-18        |
| 16-02                | ONICO Varsavia-Dafi Społem Kielce     | 3-2 | 25-15, 23-25, 25-21, 15-25, 15-10 |
| 16-02                | Łuczniczka Bydgoszcz-Bielsko-Bialskie | 3-2 | 22-25, 23-25, 25-19, 25-14, 15-9  |
| 17-02                | Czarni Radom-ZAKSA                    | 1-3 | 25-20, 21-25, 16-25, 18-25        |
| 17-02                | Cuprum Lubin-Skra Bełchatów           | 0-3 | 20-25, 15-25, 23-25               |
| 17-02                | AZS Olsztyn-Warta Zawiercie           | 3-2 | 29-27, 25-16, 19-25, 24-26, 29-27 |
| 18-02                | Asseco Resovia-Jastrzębski Węgiel     | 3-0 | 25-21, 25-20, 25-21               |

| Ventiduesima giornata |                                 |     |                                   |
|                       |                                 |     |                                   |
| 23-02                 | Trefl Gdansk-Asseco Resovia     | 3-0 | 25-20, 25-21, 25-20               |
| 24-02                 | Jastrzębski Węgiel-AZS Olsztyn  | 3-0 | 36-34, 25-20, 26-24               |
| 24-02                 | Warta Zawiercie-Cuprum Lubin    | 2-3 | 25-14, 20-25, 17-25, 25-23, 10-15 |
| 25-02                 | Skra Bełchatów-Czarni Radom     | 3-2 | 25-23, 18-25, 18-25, 25-22, 15-12 |
| 24-02                 | ZAKSA-Łuczniczka Bydgoszcz      | 3-1 | 22-25, 25-17, 25-17, 25-15        |
| 24-02                 | Bielsko-Bialskie-ONICO Varsavia | 3-1 | 25-23, 25-20, 22-25, 25-22        |
| 25-02                 | Dafi Społem Kielce-Katowice     | 0-3 | 18-25, 23-25, 23-25               |
| 24-02                 | Espadon Szczecin-Będzin         | 1-3 | 25-22, 22-25, 17-25, 19-25        |

| Ventitreesima giornata |                                     |     |                                   |
|                        |                                     |     |                                   |
| 01-03                  | Espadon Szczecin-Trefl Gdansk       | 0-3 | 20-25, 14-25, 21-25               |
| 04-03                  | Będzin-Dafi Społem Kielce           | 3-0 | 25-22, 25-19, 28-26               |
| 03-03                  | Katowice-Bielsko-Bialskie           | 3-2 | 19-25, 22-25, 25-22, 25-23, 15-12 |
| 20-02                  | ONICO Varsavia-ZAKSA                | 3-2 | 25-21, 27-25, 20-25, 21-25, 15-11 |
| 03-03                  | Łuczniczka Bydgoszcz-Skra Bełchatów | 0-3 | 20-25, 21-25, 17-25               |
| 02-03                  | Czarni Radom-Warta Zawiercie        | 3-0 | 25-19, 25-21, 25-22               |
| 04-03                  | Cuprum Lubin-Jastrzębski Węgiel     | 3-0 | 25-23, 25-23, 25-16               |
| 03-03                  | AZS Olsztyn-Asseco Resovia          | 3-1 | 23-25, 25-23, 25-19, 25-13        |

| Ventiquattresima giornata |                                      |     |                                   |
|                           |                                      |     |                                   |
| 07-03                     | Trefl Gdansk-AZS Olsztyn             | 3-2 | 17-25, 21-25, 25-22, 25-17, 16-14 |
| 07-03                     | Asseco Resovia-Cuprum Lubin          | 3-0 | 25-22, 25-20, 25-19               |
| 07-03                     | Jastrzębski Węgiel-Czarni Radom      | 3-1 | 25-20, 18-25, 25-16, 25-22        |
| 07-03                     | Warta Zawiercie-Łuczniczka Bydgoszcz | 3-0 | 25-22, 25-20, 25-23               |
| 28-03                     | ONICO Varsavia-Skra Bełchatów        | 1-3 | 19-25, 21-25, 25-21, 16-25        |
| 07-03                     | ZAKSA-Katowice                       | 1-3 | 20-25, 19-25, 26-24, 23-25        |
| 07-03                     | Bielsko-Bialskie-Będzin              | 1-3 | 18-25, 20-25, 25-20, 21-25        |
| 07-03                     | Dafi Społem Kielce-Espadon Szczecin  | 0-3 | 20-25, 27-29, 22-25               |

| Venticinquesima giornata |                                         |     |                                   |
|                          |                                         |     |                                   |
| 11-03                    | Trefl Gdansk-Dafi Społem Kielce         | 3-0 | 25-18, 25-19, 25-21               |
| 10-03                    | Będzin-ZAKSA                            | 1-3 | 23-25, 26-24, 17-25, 24-26        |
| 11-03                    | Espadon Szczecin-Bielsko-Bialskie       | 2-3 | 22-25, 25-20, 19-25, 25-20, 13-15 |
| 09-03                    | Katowice-Skra Bełchatów                 | 0-3 | 20-25, 23-25, 18-25               |
| 12-03                    | ONICO Varsavia-Warta Zawiercie          | 3-2 | 25-14, 23-25, 28-30, 25-23, 15-8  |
| 10-03                    | Łuczniczka Bydgoszcz-Jastrzębski Węgiel | 1-3 | 13-25, 22-25, 25-20, 21-25        |
| 10-03                    | Czarni Radom-Asseco Resovia             | 3-0 | 25-18, 25-22, 25-20               |
| 11-03                    | Cuprum Lubin-AZS Olsztyn                | 1-3 | 25-23, 21-25, 20-25, 18-25        |

| Ventiseiesima giornata |                                     |     |                            |
|                        |                                     |     |                            |
| 16-03                  | Trefl Gdansk-Cuprum Lubin           | 3-0 | 25-18, 27-25, 25-18        |
| 18-03                  | AZS Olsztyn-Czarni Radom            | 3-0 | 27-25, 25-22, 25-20        |
| 17-03                  | Asseco Resovia-Łuczniczka Bydgoszcz | 3-0 | 25-22, 25-20, 26-24        |
| 17-03                  | Jastrzębski Węgiel-ONICO Varsavia   | 3-1 | 25-18, 25-21, 19-25, 25-23 |
| 19-03                  | Warta Zawiercie-Katowice            | 3-0 | 25-15, 25-21, 25-21        |
| 17-03                  | Skra Bełchatów-Będzin               | 3-0 | 25-20, 25-12, 25-20        |
| 17-03                  | ZAKSA-Espadon Szczecin              | 3-0 | 25-15, 25-10, 25-18        |
| 17-03                  | Bielsko-Bialskie-Dafi Społem Kielce | 3-1 | 25-21, 25-20, 18-25, 25-19 |

| Ventisettesima giornata |                                  |     |                                   |
|                         |                                  |     |                                   |
| 04-04                   | Bielsko-Bialskie-Trefl Gdansk    | 1-3 | 16-25, 22-25, 26-24, 18-25        |
| 25-03                   | Dafi Społem Kielce-ZAKSA         | 1-3 | 15-25, 25-23, 15-25, 13-25        |
| 26-03                   | Espadon Szczecin-Skra Bełchatów  | 0-3 | 21-25, 19-25, 25-27               |
| 25-03                   | Będzin-Warta Zawiercie           | 2-3 | 20-25, 23-25, 25-23, 25-23, 15-17 |
| 25-03                   | Katowice-Jastrzębski Węgiel      | 2-3 | 20-25, 19-25, 25-22, 25-20, 7-15  |
| 25-03                   | ONICO Varsavia-Asseco Resovia    | 3-0 | 25-20, 27-25, 25-23               |
| 24-03                   | Łuczniczka Bydgoszcz-AZS Olsztyn | 0-3 | 19-25, 32-34, 17-25               |
| 23-03                   | Czarni Radom-Cuprum Lubin        | 3-1 | 25-20, 25-20, 18-25, 25-19        |

| Ventottesima giornata |                                   |     |                                   |
|                       |                                   |     |                                   |
| 29-03                 | Trefl Gdansk-Czarni Radom         | 3-0 | 25-21, 25-16, 25-16               |
| 29-03                 | Cuprum Lubin-Łuczniczka Bydgoszcz | 2-3 | 23-25, 31-33, 25-23, 25-23, 11-15 |
| 30-03                 | AZS Olsztyn-ONICO Varsavia        | 3-1 | 25-21, 21-25, 25-18, 25-21        |
| 30-03                 | Asseco Resovia-Katowice           | 3-0 | 25-23, 25-15, 25-22               |
| 30-03                 | Jastrzębski Węgiel-Będzin         | 3-0 | 25-16, 25-21, 25-20               |
| 30-03                 | Warta Zawiercie-Espadon Szczecin  | 1-3 | 31-33, 26-24, 21-25, 23-25        |
| 30-03                 | Dafi Społem Kielce-Skra Bełchatów | 2-3 | 20-25, 25-23, 19-25, 25-18, 13-15 |
| 31-03                 | Bielsko-Bialskie-ZAKSA            | 0-3 | 24-26, 20-25, 24-26               |

| Ventinovesima giornata |                                      |     |                                   |
|                        |                                      |     |                                   |
| 07-04                  | ZAKSA-Trefl Gdansk                   | 2-3 | 25-18, 25-23, 19-25, 21-25, 11-15 |
| 07-04                  | Bielsko-Bialskie-Skra Bełchatów      | 1-3 | 25-23, 22-25, 23-25, 18-25        |
| 09-04                  | Dafi Społem Kielce-Warta Zawiercie   | 1-3 | 23-25, 19-25, 25-22, 20-25        |
| 06-04                  | Stocznia Szczecin-Jastrzębski Węgiel | 3-2 | 18-25, 25-23, 25-17, 19-25, 15-11 |
| 08-04                  | Będzin-Asseco Resovia                | 1-3 | 28-26, 23-25, 19-25, 16-25        |
| 07-04                  | Katowice-AZS Olsztyn                 | 2-3 | 25-20, 25-22, 21-25, 20-25, 11-15 |
| 08-04                  | ONICO Varsavia-Cuprum Lubin          | 1-3 | 21-25, 23-25, 25-13, 20-25        |
| 04-04                  | Łuczniczka Bydgoszcz-Czarni Radom    | 0-3 | 20-25, 29-31, 20-25               |

| Trentesima giornata |                                       |     |                                   |
|                     |                                       |     |                                   |
| 15-04               | Trefl Gdansk-Łuczniczka Bydgoszcz     | 3-0 | 30-28, 25-15, 27-25               |
| 13-04               | Czarni Radom-ONICO Varsavia           | 2-3 | 25-22, 25-16, 26-28, 22-25, 14-16 |
| 15-04               | Cuprum Lubin-Katowice                 | 3-1 | 25-18, 25-17, 15-25, 25-20        |
| 15-04               | AZS Olsztyn-Będzin                    | 3-0 | 25-14, 25-17, 25-11               |
| 15-04               | Asseco Resovia-Stocznia Szczecin      | 3-0 | 25-18, 25-21, 25-19               |
| 15-04               | Jastrzębski Węgiel-Dafi Społem Kielce | 3-0 | 25-23, 25-16, 25-21               |
| 15-04               | Warta Zawiercie-Bielsko-Bialskie      | 3-1 | 32-30, 16-25, 25-21, 25-21        |
| 14-04               | Skra Bełchatów-ZAKSA                  | 3-0 | 26-24, 25-17, 34-32               |

#### Classifica
| Pos. | Squadra                            | Pt | G  | V  | P  | SV | SP | Ratio | PF    | PS    | Ratio |
| ---- | ---------------------------------- | -- | -- | -- | -- | -- | -- | ----- | ----- | ----- | ----- |
| 1.   | ZAKSA                              | 75 | 30 | 25 | 5  | 81 | 31 | 2.613 | 2 699 | 2 317 | 1.165 |
| 2.   | Skra Bełchatów                     | 72 | 30 | 25 | 5  | 81 | 29 | 2.793 | 2 594 | 2 358 | 1.100 |
| 3.   | Trefl Gdańsk                       | 65 | 30 | 24 | 6  | 74 | 35 | 2.114 | 2 554 | 2 328 | 1.097 |
| 4.   | Asseco Resovia                     | 57 | 30 | 19 | 11 | 64 | 42 | 1.524 | 2 456 | 2 353 | 1.044 |
| 5.   | AZS Olsztyn                        | 57 | 30 | 19 | 11 | 69 | 49 | 1.408 | 2 712 | 2 536 | 1.069 |
| 6.   | Jastrzębski Węgiel                 | 57 | 30 | 18 | 12 | 67 | 47 | 1.426 | 2 591 | 2 458 | 1.054 |
| 7.   | ONICO Warszawa                     | 56 | 30 | 20 | 10 | 70 | 48 | 1.458 | 2 693 | 2 579 | 1.044 |
| 8.   | Cuprum Lubin                       | 45 | 30 | 15 | 15 | 56 | 59 | 0.949 | 2 555 | 2 546 | 1.004 |
| 9.   | Czarni Radom                       | 43 | 30 | 14 | 16 | 58 | 58 | 1.000 | 2 613 | 2 571 | 1.016 |
| 10.  | Warta Zawiercie                    | 39 | 30 | 12 | 18 | 54 | 66 | 0.818 | 2 649 | 2 720 | 0.974 |
| 11.  | Katowice                           | 36 | 30 | 12 | 18 | 49 | 65 | 0.754 | 2 478 | 2 576 | 0.962 |
| 12.  | Espadon Szczecin Stocznia Szczecin | 34 | 30 | 10 | 20 | 52 | 71 | 0.732 | 2 660 | 2 799 | 0.950 |
| 13.  | Będzin                             | 29 | 30 | 10 | 20 | 42 | 71 | 0.592 | 2 410 | 2 638 | 0.914 |
| 14.  | Łuczniczka Bydgoszcz               | 21 | 30 | 7  | 23 | 33 | 77 | 0.429 | 2 338 | 2 605 | 0.898 |
| 15.  | Bielsko-Bialskie                   | 19 | 30 | 6  | 24 | 37 | 80 | 0.463 | 2 483 | 2 739 | 0.907 |
| 16.  | Dafi Społem Kielce                 | 15 | 30 | 4  | 26 | 24 | 83 | 0.289 | 2 211 | 2 573 | 0.859 |

| Qualificata alle semifinali play-off scudetto | Qualificata ai play-off scudetto | Qualificata ai play-off 7º posto | Qualificata ai play-off 9º posto | Qualificata ai play-off 11º posto | Qualificata ai play-off 13º posto | Retrocessa in I liga |

### Play-off scudetto

#### Tabellone
|  | Quarti di finale | Quarti di finale   | Quarti di finale | Quarti di finale | Quarti di finale |                |   | Semifinali   | Semifinali      | Semifinali      | Semifinali      | Semifinali      |                 |  | Finali | Finali       | Finali | Finali | Finali | Finali | Finali |
|  |                  |                    |                  |                  |                  |                |   |              |                 |                 |                 |                 |                 |  |        |              |        |        |        |        |        |
|  |                  |                    |                  |                  |                  |                |   |              |                 |                 |                 |                 |                 |  |        |              |        |        |        |        |        |
|  |                  |                    |                  |                  |                  |                |   |              |                 |                 |                 |                 |                 |  |        |              |        |        |        |        |        |
|  |                  | 1                  | ZAKSA            | 3                | 3                |                |   |              |                 |                 |                 |                 |                 |  |        |              |        |        |        |        |        |
|  |                  |                    |                  |                  |                  |                |   |              |                 |                 |                 |                 |                 |  |        |              |        |        |        |        |        |
|  |                  | 5                  | AZS Olsztyn      | 2                | 2                |                |   |              |                 |                 |                 |                 |                 |  |        |              |        |        |        |        |        |
|  | 4                | 5                  | AZS Olsztyn      | 2                | 2                | Asseco Resovia | 3 | 1            | 1               |                 |                 |                 |                 |  |        |              |        |        |        |        |        |
|  | 4                |                    |                  |                  |                  | Asseco Resovia | 3 | 1            | 1               |                 |                 |                 |                 |  |        |              |        |        |        |        |        |
|  | 5                | AZS Olsztyn        | 2                | 3                | 3                |                |   |              |                 |                 |                 |                 |                 |  |        |              |        |        |        |        |        |
|  |                  |                    |                  |                  |                  |                |   |              |                 |                 |                 |                 |                 |  | 1      | ZAKSA        | 0      | 1      |        |        |        |
|  |                  |                    | 2                | Skra Bełchatów   | 3                | 3              |   |              |                 |                 |                 |                 |                 |  |        |              |        |        |        |        |        |
|  | 6                | Jastrzębski Węgiel | 1                | 3                | 2                |                |   |              |                 |                 |                 |                 |                 |  |        |              |        |        |        |        |        |
|  | 3                | Trefl Gdańsk       | 3                | 1                | 3                |                |   |              |                 |                 |                 |                 |                 |  |        |              |        |        |        |        |        |
|  | 3                | Trefl Gdańsk       | 3                | 1                | 3                |                | 3 | Trefl Gdańsk | 2               | 2               |                 |                 |                 |  |        |              |        |        |        |        |        |
|  |                  |                    |                  |                  |                  |                | 3 | Trefl Gdańsk | 2               | 2               |                 |                 |                 |  |        |              |        |        |        |        |        |
|  |                  | 2                  | Skra Bełchatów   | 3                | 3                |                |   |              | Finale 3º posto | Finale 3º posto | Finale 3º posto | Finale 3º posto | Finale 3º posto |  |        |              |        |        |        |        |        |
|  |                  | 2                  | Skra Bełchatów   | 3                | 3                |                |   |              | Finale 3º posto | Finale 3º posto | Finale 3º posto | Finale 3º posto | Finale 3º posto |  |        |              |        |        |        |        |        |
|  |                  |                    |                  |                  |                  |                |   |              |                 |                 |                 |                 |                 |  |        |              |        |        |        |        |        |
|  |                  |                    |                  |                  |                  |                |   |              |                 |                 |                 |                 |                 |  | 5      | AZS Olsztyn  | 2      | 1      |        |        |        |
|  |                  |                    |                  |                  |                  |                |   |              |                 |                 |                 |                 |                 |  | 3      | Trefl Gdańsk | 3      | 3      |        |        |        |

#### Risultati
| Quarti di finale |                                 |     |                                  |
|                  |                                 |     |                                  |
| 18-04            | Jastrzębski Węgiel-Trefl Gdansk | 1-3 | 25-14, 21-25, 23-25, 14-25       |
| 18-04            | AZS Olsztyn-Asseco Resovia      | 2-3 | 25-22, 27-25, 23-25, 19-25, 6-15 |

| 21-04 | Trefl Gdansk-Jastrzębski Węgiel | 1-3 | 25-23, 27-29, 17-25, 21-25 |
| 21-04 | Asseco Resovia-AZS Olsztyn      | 1-3 | 28-30, 25-21, 15-25, 23-25 |

| 22-04 | Trefl Gdansk-Jastrzębski Węgiel | 3-2 | 25-17, 21-25, 18-25, 26-24, 16-14 |
| 22-04 | Asseco Resovia-AZS Olsztyn      | 1-3 | 22-25, 25-18, 26-28, 26-28        |

| Semifinali |                             |     |                                   |
|            |                             |     |                                   |
| 25-04      | AZS Olsztyn-ZAKSA           | 2-3 | 25-27, 25-20, 23-25, 27-25, 17-19 |
| 25-04      | Trefl Gdansk-Skra Bełchatów | 2-3 | 25-22, 20-25, 28-26, 16-25, 12-15 |

| 28-04 | ZAKSA-AZS Olsztyn           | 3-2 | 19-25, 22-25, 25-17, 25-20, 15-11 |
| 28-04 | Skra Bełchatów-Trefl Gdansk | 3-2 | 25-19, 31-33, 25-17, 24-26, 15-13 |

| Finale |                      |     |                            |
|        |                      |     |                            |
| 02-05  | Skra Bełchatów-ZAKSA | 3-0 | 25-23, 25-23, 26-24        |
| 05-05  | ZAKSA-Skra Bełchatów | 1-3 | 25-15, 20-25, 21-25, 23-25 |

| Finale 3º posto |                          |     |                                   |
|                 |                          |     |                                   |
| 02-05           | AZS Olsztyn-Trefl Gdansk | 2-3 | 25-16, 26-24, 26-28, 23-25, 12-15 |
| 05-05           | Trefl Gdansk-AZS Olsztyn | 3-1 | 25-16, 20-25, 25-19, 25-18        |

### Playoff 5º posto
| Finale |                                   |     |                                   |
|        |                                   |     |                                   |
| 25-04  | Jastrzębski Węgiel-Asseco Resovia | 3-2 | 16-25, 21-25, 25-16, 25-18, 15-10 |
| 28-04  | Asseco Resovia-Jastrzębski Węgiel | 3-1 | 19-25, 31-29, 28-26, 26-24        |
| 29-04  | Asseco Resovia-Jastrzębski Węgiel | 1-3 | 23-25, 27-25, 27-29, 20-25        |

### Playoff 7º posto
| Finale |                             |     |                                              |
|        |                             |     |                                              |
| 18-04  | Cuprum Lubin-ONICO Varsavia | 1-3 | 18-25, 25-22, 17-25, 23-25                   |
| 23-04  | ONICO Varsavia-Cuprum Lubin | 1-3 | 16-25, 18-25, 25-18, 21-25 Golden set: 16-18 |

### Playoff 9º posto
| Finale |                              |     |                                       |
|        |                              |     |                                       |
| 18-04  | Warta Zawiercie-Czarni Radom | 3-1 | 23-25, 25-20, 25-21, 25-21            |
| 20-04  | Czarni Radom-Warta Zawiercie | 3-0 | 25-18, 25-19, 25-18 Golden set: 12-15 |

### Playoff 11º posto
| Finale |                            |     |                                   |
|        |                            |     |                                   |
| 18-04  | Stocznia Szczecin-Katowice | 2-3 | 22-25, 20-25, 25-20, 25-21, 13-15 |
| 21-04  | Katowice-Stocznia Szczecin | 3-0 | 25-20, 25-18, 25-18               |

### Playoff 13º posto
| Finale |                             |     |                                   |
|        |                             |     |                                   |
| 19-04  | Łuczniczka Bydgoszcz-Będzin | 2-3 | 23-25, 25-21, 25-19, 14-25, 16-18 |
| 22-04  | Będzin-Łuczniczka Bydgoszcz | 3-0 | 25-19, 25-19, 25-20               |

### Spareggio promozione-retrocessione
| Finale |                                      |     |                            |
|        |                                      |     |                            |
| 28-04  | Łuczniczka Bydgoszcz-AZS Częstochowa | 3-0 | 25-19, 25-17, 25-18        |
| 29-04  | Łuczniczka Bydgoszcz-AZS Częstochowa | 3-0 | 25-18, 25-14, 25-21        |
| 05-05  | AZS Częstochowa-Łuczniczka Bydgoszcz | 1-3 | 20-25, 19-25, 27-25, 22-25 |

## Classifica finale
| Pos | Squadra                            | Qualificazione           |
| --- | ---------------------------------- | ------------------------ |
|     | Skra Bełchatów                     | Champions League 2018-19 |
| 2   | ZAKSA                              | Champions League 2018-19 |
| 3   | Trefl Gdańsk                       | Champions League 2018-19 |
| 4   | AZS Olsztyn                        | Coppa CEV 2018-19        |
| 5   | Jastrzębski Węgiel                 |                          |
| 6   | Asseco Resovia                     |                          |
| 7   | Cuprum Lubin                       |                          |
| 8   | ONICO Warszawa                     |                          |
| 9   | Warta Zawiercie                    |                          |
| 10  | Czarni Radom                       |                          |
| 11  | Katowice                           |                          |
| 12  | Espadon Szczecin Stocznia Szczecin |                          |
| 13  | Będzin                             |                          |
| 14  | Łuczniczka Bydgoszcz               |                          |
| 15  | Bielsko-Bialskie                   | I liga 2018-19           |
| 16  | Dafi Społem Kielce                 | I liga 2018-19           |

## Statistiche
| Rendimento individuale | Rendimento individuale | Rendimento individuale | Rendimento individuale |
| Pos.                   | Nome                   | Punti                  | Squadra                |
| ---------------------- | ---------------------- | ---------------------- | ---------------------- |
| 1                      | Jan Hadrava            | 737                    | AZS Olsztyn            |
| 2                      | Damian Schulz          | 669                    | Trefl Gdańsk           |
| 3                      | Maciej Muzaj           | 630                    | Jastrzębski Węgiel     |
| 4                      | Łukasz Kaczmarek       | 613                    | Cuprum Lubin           |
| 5                      | Salvador Hidalgo       | 606                    | Jastrzębski Węgiel     |
| 6                      | Grzegorz Bociek        | 566                    | Warta Zawiercie        |
| 7                      | Rafael de Araújo       | 526                    | Będzin                 |
| 8                      | Maurice Torres         | 524                    | ZAKSA                  |
| 9                      | Artur Szalpuk          | 496                    | Trefl Gdańsk           |
| 10                     | Jakub Jarosz           | 489                    | Asseco Resovia         |

| Attacchi vincenti | Attacchi vincenti | Attacchi vincenti | Attacchi vincenti  |
| Pos.              | Nome              | Punti             | Squadra            |
| ----------------- | ----------------- | ----------------- | ------------------ |
| 1                 | Jan Hadrava       | 624               | AZS Olsztyn        |
| 2                 | Damian Schulz     | 565               | Trefl Gdańsk       |
| 3                 | Maciej Muzaj      | 543               | Jastrzębski Węgiel |
| 4                 | Łukasz Kaczmarek  | 533               | Cuprum Lubin       |
| 5                 | Salvador Hidalgo  | 526               | Jastrzębski Węgiel |
| 6                 | Grzegorz Bociek   | 492               | Warta Zawiercie    |
| 7                 | Rafael de Araújo  | 444               | Będzin             |
| 8                 | Maurice Torres    | 439               | ZAKSA              |
| 9                 | Jakub Jarosz      | 432               | Asseco Resovia     |
| 10                | Artur Szalpuk     | 421               | Trefl Gdańsk       |

| Muri vincenti | Muri vincenti     | Muri vincenti | Muri vincenti      |
| Pos.          | Nome              | Punti         | Squadra            |
| ------------- | ----------------- | ------------- | ------------------ |
| 1             | Jakub Kochanowski | 100           | AZS Olsztyn        |
| 2             | Piotr Nowakowski  | 93            | Trefl Gdańsk       |
| 3             | Grzegorz Kosok    | 82            | Jastrzębski Węgiel |
| 4             | Jan Hadrava       | 72            | AZS Olsztyn        |
| 5             | Andrzej Wrona     | 67            | ONICO Warszawa     |
| 6             | Antoine Brizard   | 64            | ONICO Warszawa     |
| 7             | David Smith       | 63            | Warta Zawiercie    |
| 8             | Bartosz Cedzyński | 62            | Bielsko-Bialskie   |
| 9             | Robbert Andringa  | 60            | AZS Olsztyn        |
| 10            | Maksim Marozau    | 59            | Dafi Społem Kielce |

| Battute vincenti | Battute vincenti  | Battute vincenti | Battute vincenti   |
| Pos.             | Nome              | Punti            | Squadra            |
| ---------------- | ----------------- | ---------------- | ------------------ |
| 1                | Mariusz Wlazły    | 61               | Skra Bełchatów     |
| 2                | Salvador Hidalgo  | 56               | Jastrzębski Węgiel |
| 3                | Damian Schulz     | 48               | Trefl Gdańsk       |
| 4                | Bartosz Bednorz   | 47               | Skra Bełchatów     |
| 4                | Dmytro Teryomenko | 47               | Czarni Radom       |
| 6                | Jakub Kochanowski | 46               | AZS Olsztyn        |
| 7                | Grzegorz Pająk    | 45               | Warta Zawiercie    |
| 7                | Thibault Rossard  | 45               | Asseco Resovia     |
| 9                | Grzegorz Bociek   | 44               | Warta Zawiercie    |
| 9                | Maciej Muzaj      | 44               | Jastrzębski Węgiel |

NB: I dati sono riferiti all'intera stagione.